# Farman (bilmärke)
Automobiles Farman är en fransk biltillverkare som var verksam i Boulogne-Billancourt mellan 1919 och 1931.

## Historia

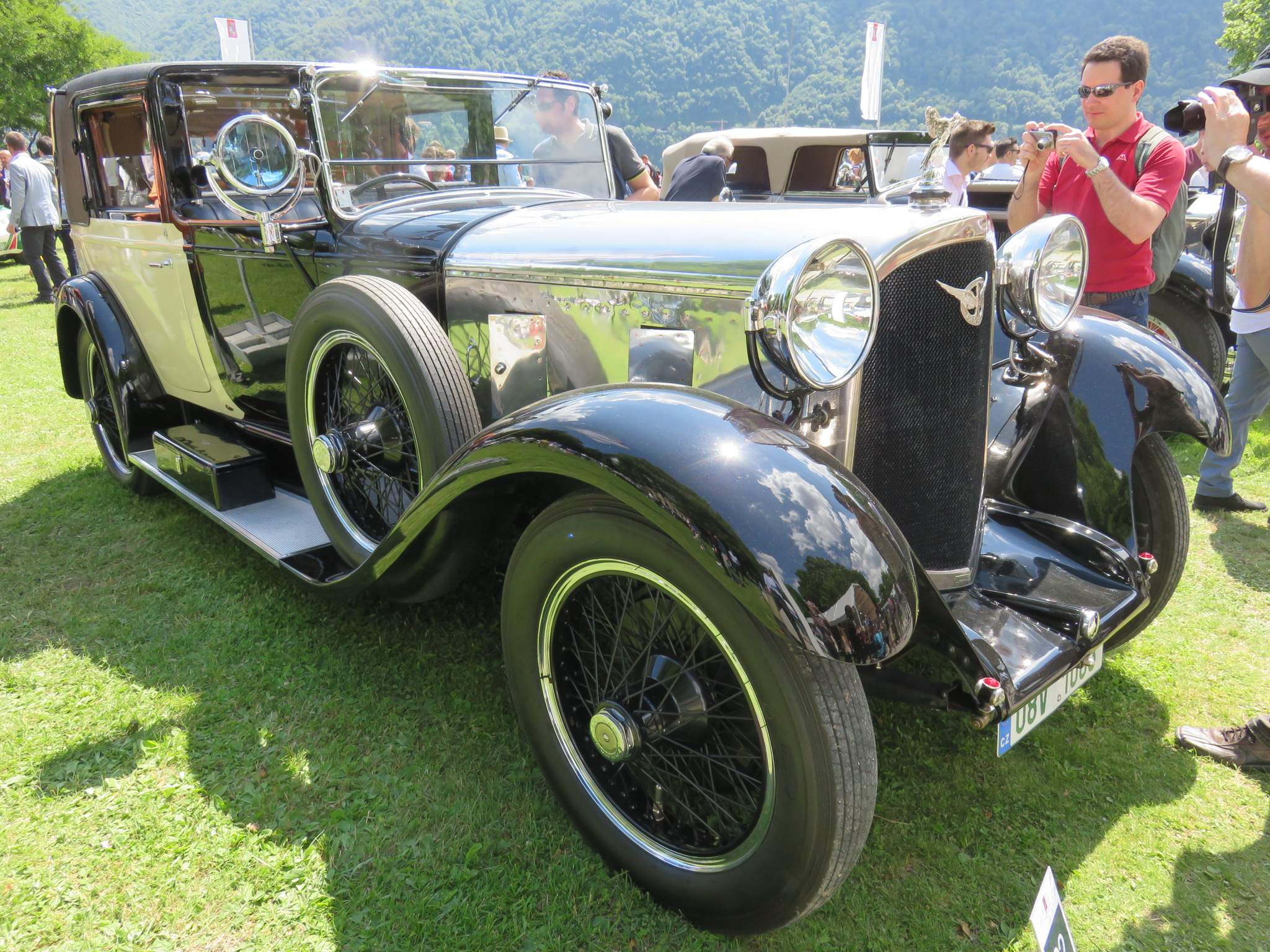
Farman A6 1925.

Bröderna Henri och Maurice Farman var pionjärer inom fransk motorsport  och flygplanstillverkning. Under första världskriget tillverkade Farman stridsflygplan till de allierades krigsinsats men efter kriget minskade efterfrågan på dessa markant. Likt Gabriel Voisin bestämde sig bröderna Farman för att komplettera med biltillverkning. De satsade på en lyxbil av högsta kvalitet för att konkurrera med de bästa, såsom Delage och Hispano-Suiza.
Farmans dyra lyxbilar sålde aldrig i några större volymer och efter Wall Street-kraschen och den efterföljande ekonomiska depressionen sjönk efterfrågan ytterligare. 1931 upphörde Farman med sin biltillverkning efter att ha tillverkat runt 120 bilar på 12 år. Av dessa har fyra stycken bevarats, varav två finns på bilmuseet Cité de l'Automobile i Mulhouse.